# Vietnam op de Olympische Zomerspelen 2012
Vietnam nam deel aan de Olympische Zomerspelen 2012 in Londen, Verenigd Koninkrijk.

## Deelnemers en resultaten
(m) = mannen, (v) = vrouwen 

### Atletiek
| Olympiër              | Onderdeel              | Resultaat | Prestatie                          |
| --------------------- | ---------------------- | --------- | ---------------------------------- |
| Nguyễn Thị Thanh Phúc | 20 km snelwandelen (v) | 36e       | 1:33.36                            |
|                       |                        |           |                                    |
| Dương Thị Việt Anh    | hoogspringen (v)       | 29e       | kwalificatie: 1,80 m (15e groep A) |

### Badminton
| Olympiër         | Onderdeel     | Resultaat  | Prestatie |
| ---------------- | ------------- | ---------- | --- |
| Nguyễn Tiến Minh | enkelspel (m) | groepsfase | groep D (2e) verloor van IND Parupalli Kashyap 0-2 (9-12, 14-21) won van BEL Yuhan Tan 2-1 (17-21, 21-14, 21-10) |

### Gewichtheffen
| Trần Lê Quốc Toàn | bantamgewicht (-56 kg) (m) | 4e | totaal: 284 kg (trekken: 125 kg; stoten: 159 kg) |  |  |
|                   |                            |    |                                                  |  |  |
| Nguyễn Thị Thuý   | vedergewicht (-53 kg) (v)  | 8e | totaal: 195 kg (trekken: 85 kg; stoten: 110 kg)  |  |  |

### Gymnastiek
| Olympiër           | Onderdeel         | Resultaat | Prestatie                   |
| ------------------ | ----------------- | --------- | --------------------------- |
| Phạm Phước Hưng    | brug (m)          | 19e       | kwalificatie: 15.133 punten |
| Phạm Phước Hưng    | ringen (m)        | 40e       | kwalificatie: 14.433 punten |
|                    |                   |           |                             |
| Phan Thị Hà Thanh  | sprong (v)        | 12e       | kwalificatie: 13.533 punten |
| Phan Thị Hà Thanh  | vloer (v)         | 71e       | kwalificatie: 12.466 punten |
| Đỗ Thị Ngân Thương | balk (v)          | 70e       | kwalificatie: 11.966 punten |
| Đỗ Thị Ngân Thương | brug ongelijk (v) | 73e       | kwalificatie: 11.466 punten |

### Judo
| Olympiër    | Onderdeel                       | Resultaat | Prestatie                            |
| ----------- | ------------------------------- | --------- | ------------------------------------ |
| Văn Ngọc Tú | extra lichtgewicht (-48 kg) (v) | 1/16F     | 1/16F: verloor van BRA Sarah Menezes |

### Roeien
| Olympiër                   | Onderdeel              | Resultaat | Prestatie                                                               |
| -------------------------- | ---------------------- | --------- | ----------------------------------------------------------------------- |
| Phạm Thị Hài Phạm Thị Thảo | lichte dubbel-twee (v) | 16e       | serie 3: 7.50,06 (5e) herkansing 1: 7.37,64 (5e) C-finale: 7.51,82 (4e) |

### Schermen
| Olympiër         | Onderdeel | Resultaat | Prestatie                                    |
| ---------------- | --------- | --------- | -------------------------------------------- |
| Nguyễn Tiến Nhật | degen (m) | 1/16F     | 1/16F: verloor van KAZ Elmir Alimzhanov 9-15 |

### Schietsport
| Olympiër          | Onderdeel             | Resultaat | Prestatie                                          |
| ----------------- | --------------------- | --------- | -------------------------------------------------- |
| Hoàng Xuân Vinh   | 10 m luchtpistool (m) | 9e        | kwalificatie: 582 punten                           |
| Hoàng Xuân Vinh   | 50 m pistool (m)      | 4e        | kwalificatie: 653 punten (4e) finale: 658.5 punten |
|                   |                       |           |                                                    |
| Lê Thị Hoàng Ngọc | 10 m luchtpistool (v) | 21e       | kwalificatie: 379 punten                           |
| Lê Thị Hoàng Ngọc | 25 m pistool (v)      | 32e       | kwalificatie: 574 punten                           |

### Taekwondo
| Olympiër        | Onderdeel  | Resultaat | Prestatie                               |
| --------------- | ---------- | --------- | --------------------------------------- |
| Lê Huỳnh Châu   | -58 kg (m) | 1/8F      | 1/8F: verloor van TPE Wei Chen-Yang 1-5 |
|                 |            |           |                                         |
| Nguyễn Thị Thuý | -53 kg (v) | 1/8F      | 1/8F: verloor van GER Helena Fromm 1-13 |

### Worstelen
| Olympiër       | Onderdeel               | Resultaat | Prestatie                             |
| -------------- | ----------------------- | --------- | ------------------------------------- |
| Nguyễn Thị Lụa | vrije stijl, -48 kg (v) | 16e       | 1/8F: verloor van CAN Carol Huynh 0-5 |

### Zwemmen
| Olympiër            | Onderdeel           | Resultaat | Prestatie                       |
| ------------------- | ------------------- | --------- | ------------------------------- |
| Nguyễn Thị Ánh Viên | 200m rugslag (v)    | series    | serie 1: 2.13,35 (1e; 26e tijd) |
| Nguyễn Thị Ánh Viên | 400m wisselslag (v) | series    | serie 1: 4.50,32 (1e; 28e tijd) |

Afghanistan · Albanië · Algerije · Amerikaanse Maagdeneilanden · Amerikaans-Samoa · Andorra · Angola · Antigua en Barbuda · Argentinië · Armenië · Aruba · Australië · Azerbeidzjan · Bahama's · Bahrein · Bangladesh · Barbados · België · Belize · Benin · Bermuda · Bhutan · Bolivia · Bosnië en Herzegovina · Botswana · Brazilië · Britse Maagdeneilanden · Brunei · Bulgarije · Burkina Faso · Burundi · Cambodja · Canada · Centraal-Afrikaanse Republiek · Chili · China · Chinees Taipei · Colombia · Comoren · Congo-Brazzaville · Congo-Kinshasa · Cookeilanden · Costa Rica · Cuba · Cyprus · Denemarken · Djibouti · Dominica · Dominicaanse Republiek · Duitsland · Ecuador · Egypte · El Salvador · Equatoriaal-Guinea · Eritrea · Estland · Ethiopië · Fiji · Filipijnen · Finland · Frankrijk · Gabon · Gambia · Georgië · Ghana · Grenada · Griekenland · Groot-Brittannië · Guam · Guatemala · Guinee · Guinee‑Bissau · Guyana · Haïti · Honduras · Hongarije · Hongkong · Ierland · IJsland · India · Indonesië · Irak · Iran · Israël · Italië · Ivoorkust · Jamaica · Japan · Jemen · Jordanië · Kaaimaneilanden · Kaapverdië · Kameroen · Kazachstan · Kenia · Kirgizië · Kiribati · Koeweit · Kroatië · Laos · Lesotho · Letland · Libanon · Liberia · Libië · Liechtenstein · Litouwen · Luxemburg · Macedonië · Madagaskar · Malawi · Maldiven · Maleisië · Mali · Malta · Marshalleilanden · Marokko · Mauritanië · Mauritius · Mexico · Micronesië · Moldavië · Monaco · Mongolië · Montenegro · Mozambique · Myanmar · Namibië · Nauru · Nederland · Nepal · Nicaragua · Nieuw-Zeeland · Niger · Nigeria · Noord-Korea · Noorwegen · Oeganda · Oekraïne · Oezbekistan · Oman · Oostenrijk · Oost-Timor · Pakistan · Palau · Palestina · Panama · Papoea-Nieuw-Guinea · Paraguay · Peru · Polen · Portugal · Puerto Rico · Qatar · Roemenië · Rusland · Rwanda · Saint Kitts en Nevis · Saint Lucia · Saint Vincent en Grenadines · Salomonseilanden · Samoa · San Marino · Sao Tomé en Principe · Saoedi-Arabië · Senegal · Servië · Seychellen · Sierra Leone · Singapore · Slovenië · Slowakije · Soedan · Somalië · Spanje · Sri Lanka · Suriname · Swaziland · Syrië · Tadzjikistan · Tanzania · Thailand · Togo · Tonga · Trinidad en Tobago · Tsjaad · Tsjechië · Tunesië · Turkije · Turkmenistan · Tuvalu · Uruguay · Vanuatu · Venezuela · Verenigde Arabische Emiraten · Verenigde Staten · Vietnam · Wit-Rusland · Zambia · Zimbabwe · Zuid-Afrika · Zuid-Korea · Zweden · Zwitserland · Onafhankelijke atleten